# Evangelische Kirche Wetterfeld (Laubach)

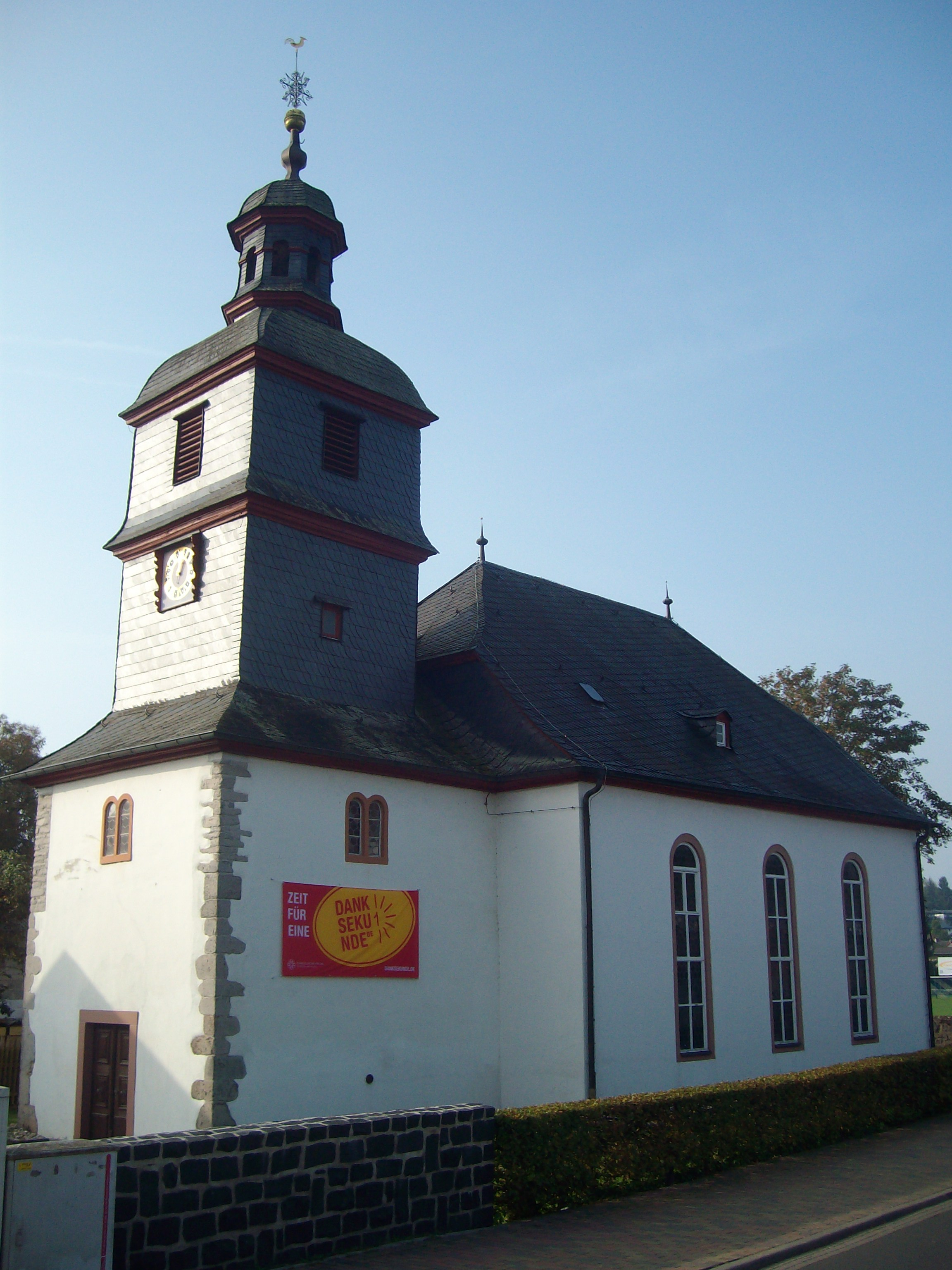
Nordansicht der Kirche

Die Evangelische Kirche in Wetterfeld, einem Stadtteil von Laubach im Landkreis Gießen in Hessen, ist eine barocke Saalkirche mit Schopfwalmdach, die in den Jahren 1747 bis 1749 errichtet wurde. Erhalten ist der Chorturm aus der Zeit um 1300, der mit seinem dreigeschossigen Turmaufbau und der offenen Laterne das hessische Kulturdenkmal prägt.

## Geschichte

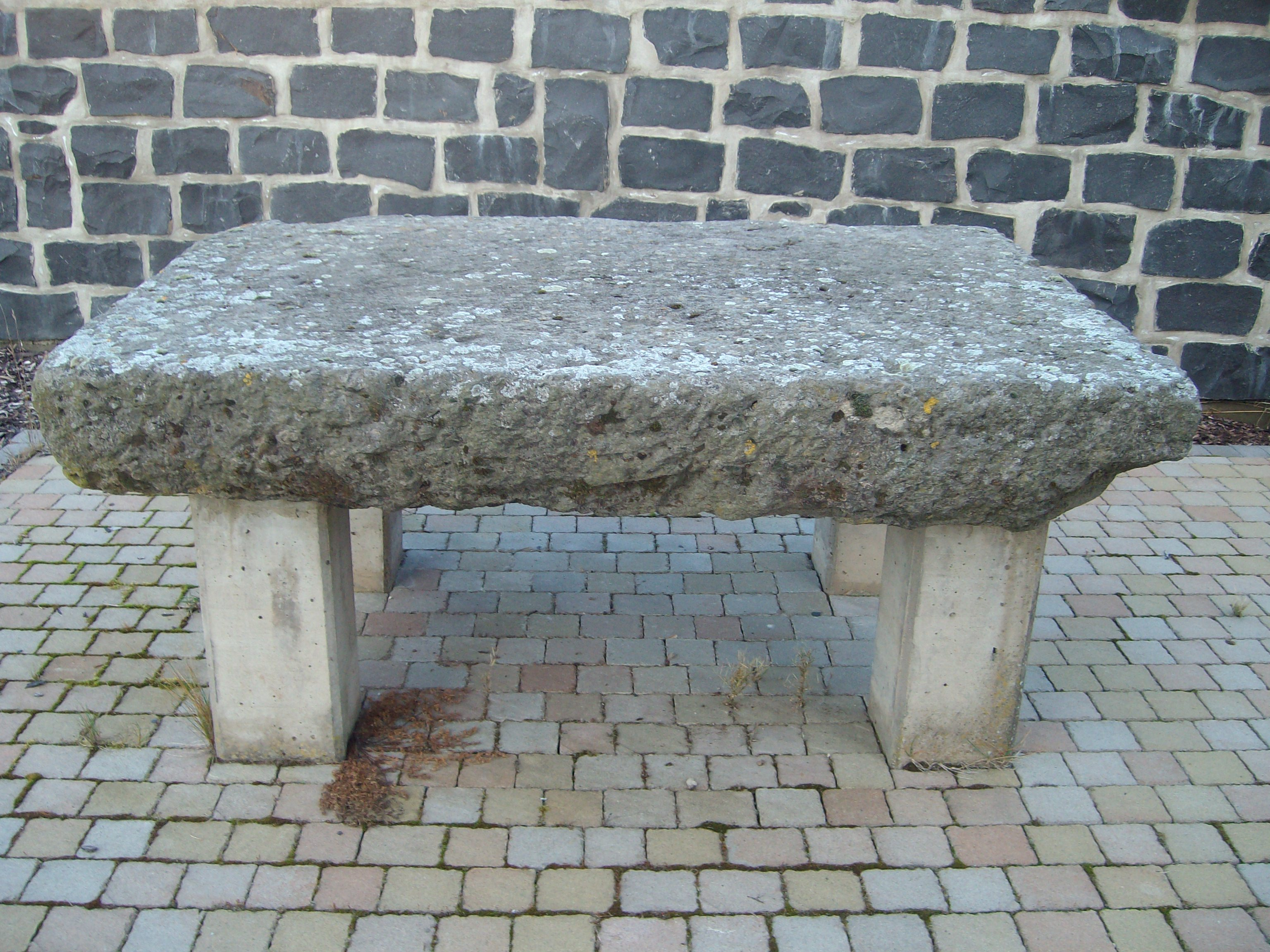
Alte Altarplatte

Für das Jahr 1305 ist ein Pleban in Wetterfeld nachgewiesen, was auf die Existenz einer Pfarrei schließen lässt. Der Vorgängerbau, von dem der Turm erhalten ist, entstand um 1300. Kirchlich war Wetterfeld dem Archidiakonat St. Johann in der Erzdiözese Mainz zugeordnet. Die Gemeinde von Röthges war bis 1535 Filial von Wetterfeld. Das Kirchenpatronat übten zunächst die Ritter von Bellersheim aus. 1456 ging es an die Grafen von Solms-Lich und 1548 an die Grafen zu Solms-Laubach über. Mit Einführung der Reformation nach 1550 wechselte die Gemeinde zum evangelischen Bekenntnis. Als erster evangelischer Pfarrer wirkte ab 1555 Michael Gerth.
Anfang des 17. Jahrhunderts wurde der Turm umgebaut und erhielt seine heutigen Fenster. In diesem Zuge wurde das Rahmenwerk des Wandtabernakels entfernt. Im Dreißigjährigen Krieg wurde die Kirche 1635 von Soldaten der Kaiserlichen Liga verwüstet und verlor ihre Einrichtungsgegenstände. Die als baufällig bezeichnete Kirche wurde 1670 renoviert.
Von 1747 bis 1749 wurde die alte Kirche abgerissen und mit Hilfe von Kollektengeldern eine neue erbaut. Zur Finanzierung des Neubaus wurden die 274 Sitzplätze durchnummeriert und verkauft. Der Triumphbogen wurde 1749 entfernt und die Stuckleiste in den Chorraum fortgeführt. Im Turmraum wurde eine Orgelempore eingebaut und im Erdgeschoss wurden die „Freystände“, die für bestimmte Personen vorgesehen waren, entfernt und eine Sakristei eingerichtet.
Bei der Trockenlegung der Außenmauern und des Fußbodens im Jahr 1928 wurden die Fundamente der kleineren Vorgängerkirche entdeckt.
Seit dem 1. April 2014 sind die vier sogenannten WORM-Gemeinden, die bisher zwei Pfarrer hatten, pfarramtlich verbunden und werden von einer Pfarrstelle betreut. WORM ist ein Akronym aus Wetterfeld, Ober-Bessingen, Röthges und Münster. Die Gesamtkirchengemeinde gehört zum Dekanat Gießener Land in der Propstei Oberhessen der Evangelischen Kirche in Hessen und Nassau.

## Architektur

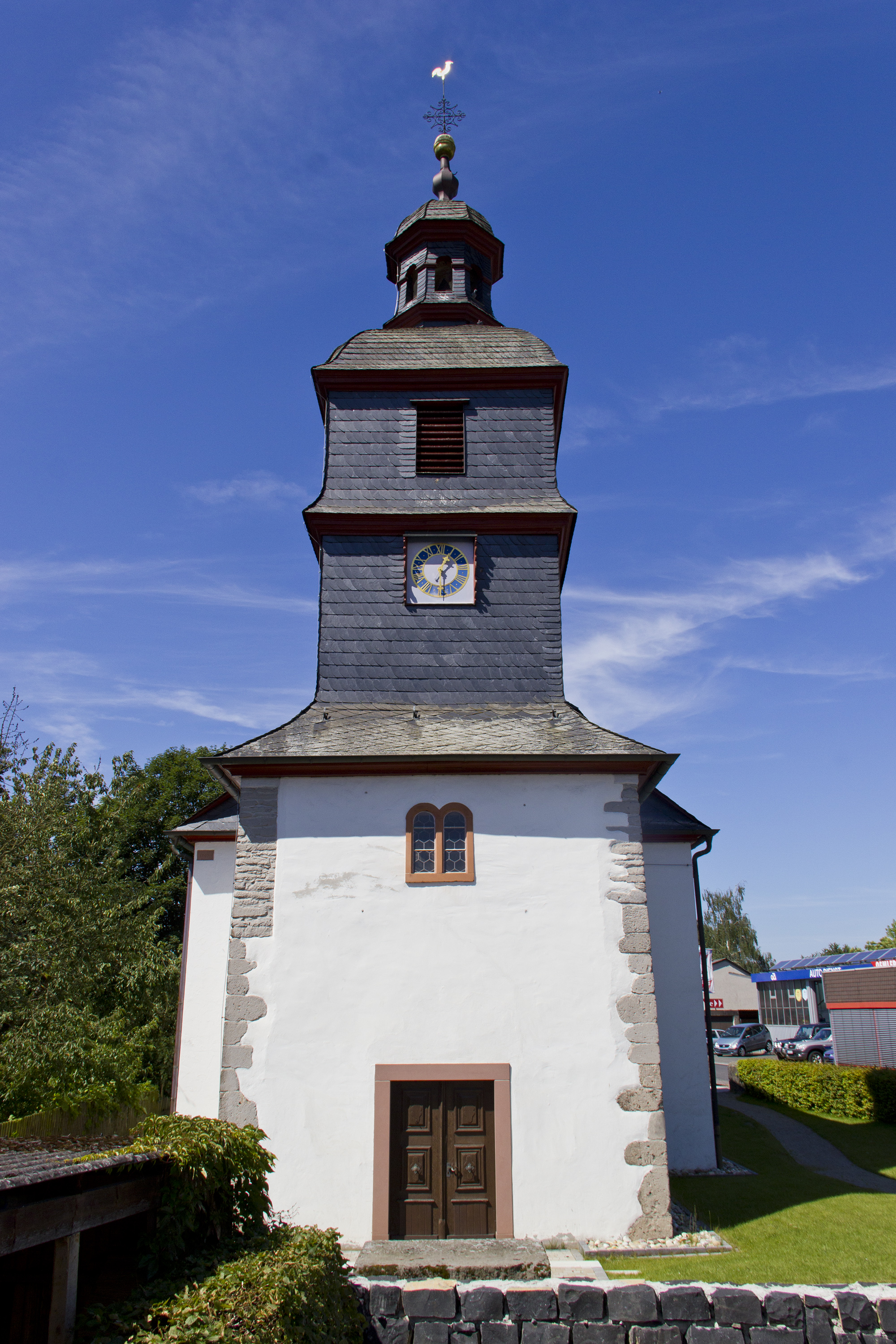
Ostseite der Kirche

Die geostete Kirche ist an der Hauptkreuzung am westlichen Ortsrand errichtet. Von der alten Kirchhofmauer sind Reste erhalten.
Der aufgemauerte Turmschaft weist Eckquaderung auf. Er hat kleine rundbogige Zwillingsfenster unterhalb der Traufe und wird durch ein rechteckiges Ostportal erschlossen. An der Südseite ist ein spitzbogiges Portal, das ursprünglich als Priesterpforte diente, vermauert.  Rechts davon ist ein weiteres rundbogiges Doppelfenster eingebrochen. Ein Pultdach leitet zum dreigeschossigen, hölzernen, verschieferten Turmaufbau über. Zwei Geschosse über quadratischem Grundriss werden durch ein kräftiges Gesims gegliedert. An der Ostseite des ersten Geschosses ist das Ziffernblatt der Turmuhr angebracht. Das zweite Geschoss dient als Glockenstube und hat rechteckige Schalllöcher. Es beherbergt ein Dreiergeläut aus drei Stahlglocken. Einem geschweiften Pultdach ist eine offene, oktogonale Laterne aufgesetzt, die von Turmknauf, Kreuz und Wetterhahn bekrönt wird.
Das schlichte Kirchenschiff auf rechteckigem Grundriss erreicht dieselbe Mauerhöhe wie der Turmschaft. Das Schopfwalmdach ist verschiefert. Die Kirche wird an den Langseiten durch je drei große Rundbogenfenster belichtet.

## Ausstattung

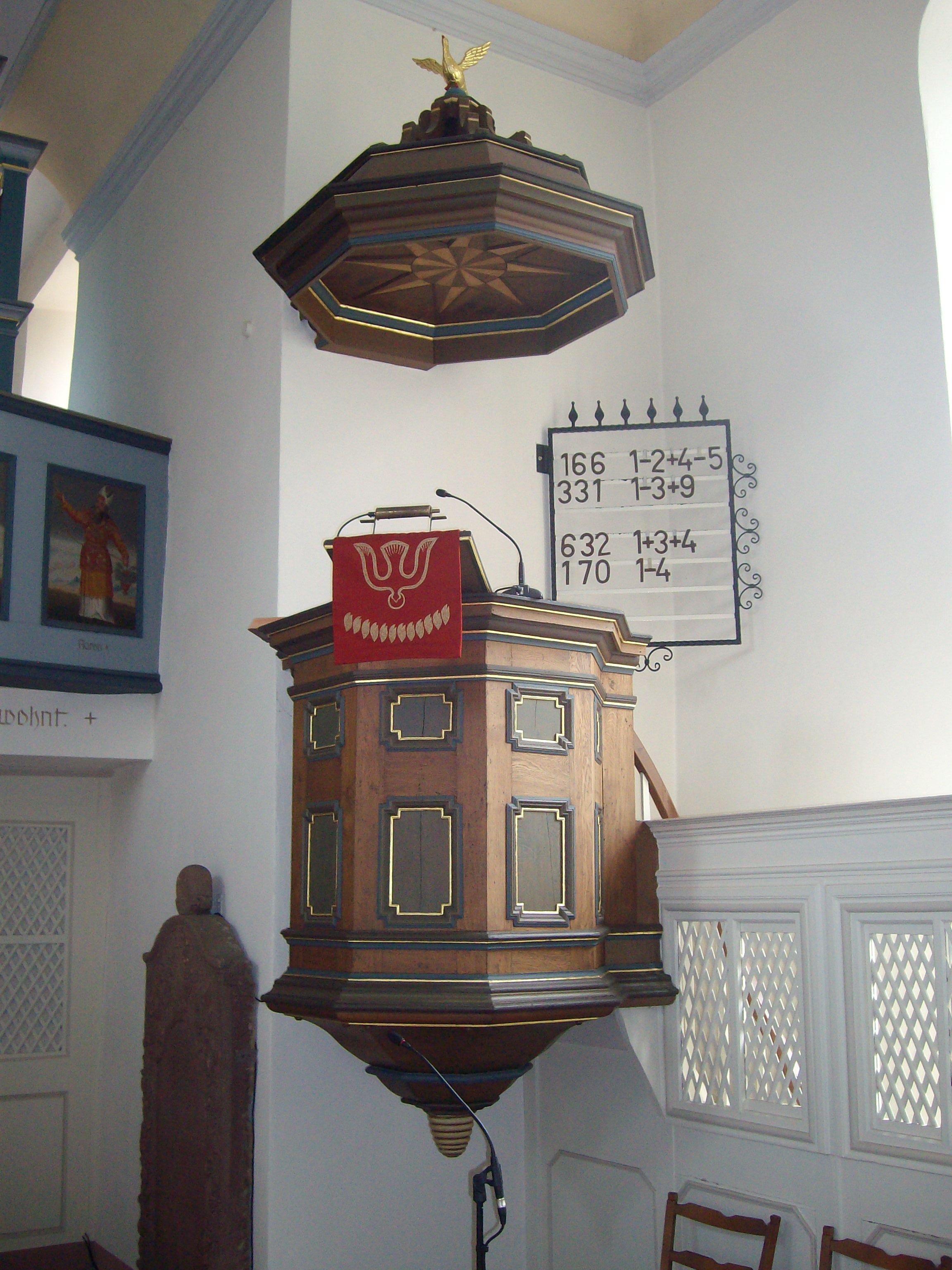
Kanzel des 18. Jahrhunderts

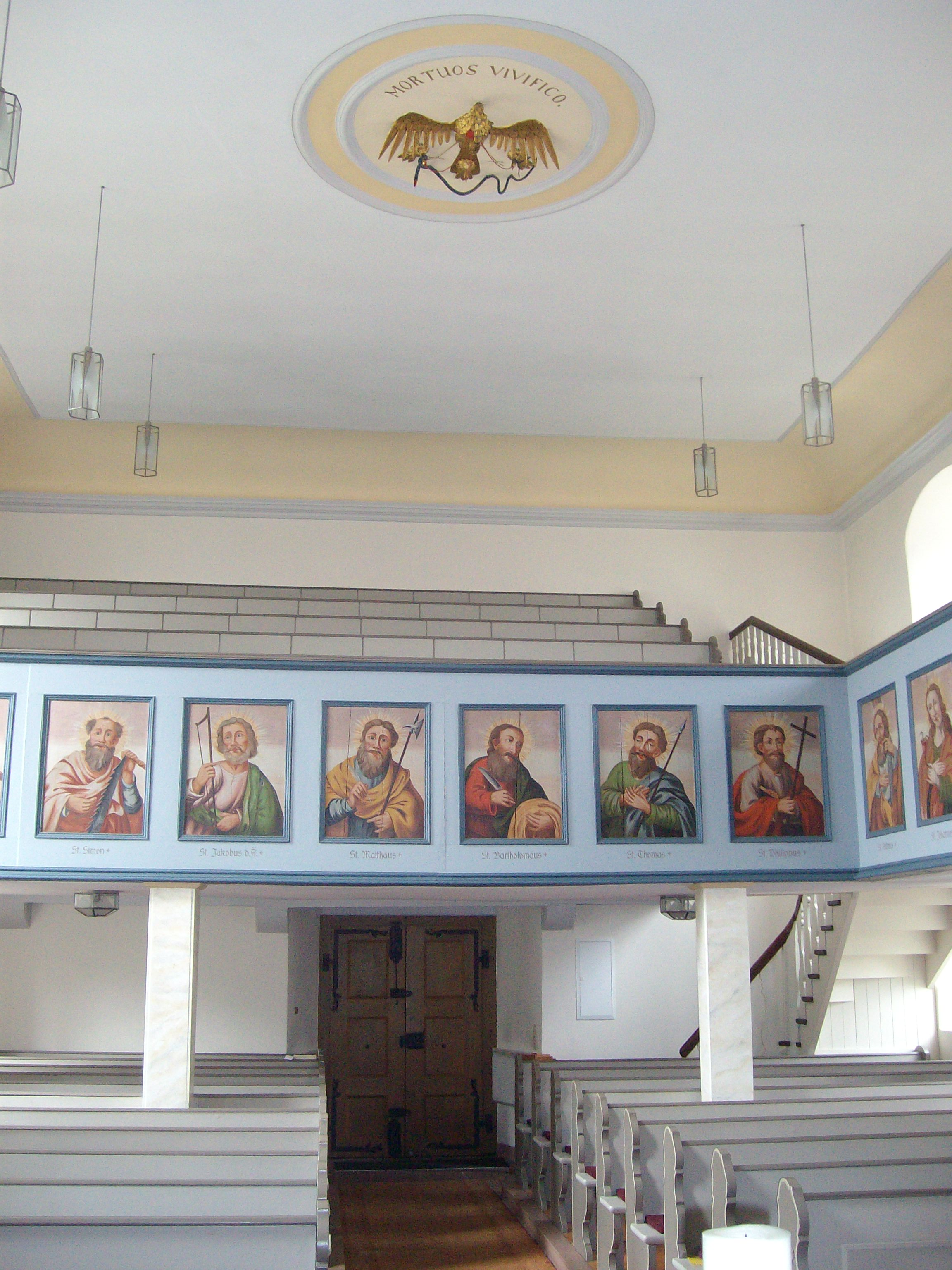
Innenraum Richtung Westen

Mitten im Chorturm ist die Ostempore eingebaut, die als Orgelempore dient. Der Bereich dahinter wird heute als Sakristei genutzt und ist durch eine Holzwand mit durchbrochenem Rautenwerk abgetrennt. Der Innenraum der Kirche wird von einer Flachdecke über einer umlaufenden Stuckleiste und Hohlkehle abgeschlossen. Aus dem Deckenmedaillon ragt ein vergoldeter Pelikan heraus, der mit seinem Blut seinen Jungen nährt, ein Symbol für den Opfertod von Christus. Unter dem Pelikan schlängelt sich eine Schlange, über ihm ist die lateinische Inschrift zu lesen: „MORTUOS VIVIFICO.“ (Die Toten mache ich lebendig).
Im Norden und Westen ist eine Winkelempore aus der Erbauungszeit eingebaut, die auf mächtigen viereckigen Pfosten ruht. Die Emporenbrüstung hat Malereien von F. Pauli mit Darstellungen von Jesus, den zwölf Aposteln und den vier Evangelisten. Die Orgelempore zeigt zentral die Kreuzigungsszene, flankiert von Paulus und Luther sowie Mose und Aaron.
Die hölzerne, polygonale Kanzel an der Südseite stammt aus dem letzten Drittel des 18. Jahrhunderts und ist aus dem angeschlossenen hölzernen Pfarrstuhl zugänglich, der im oberen Teil durchbrochenes Rautenwerk aufweist. Die Kanzelfelder haben rechteckige Füllungen und oben und unten profilierte Gesimskränze. Der achteckige Schalldeckel wird an der Unterseite mit einer achtstrahligen Sonne aus hellem und dunklem Holz verziert und mit einer vergoldeten Taube bekrönt. Gegenüber an der Nordseite ist ein weiterer Stand mit durchbrochenem Rautenwerk aufgestellt. Die weiße Fassung ist an einer Füllung der Tür freigelegt und zeigt kreisförmiges Rankenwerk mit Blüten. Der schlichte Blockaltar ist holzsichtig und trägt ein hölzernes Kruzifix des Dreinageltypus. Im Altarbereich sind drei Grabplatten aus rotem Sandstein aufgestellt. Der achtseitige, neugotische Taufstein von 1876 auf achtseitigem, profiliertem Fuß zeigt im oberen Teil Dreipasse.

## Orgel

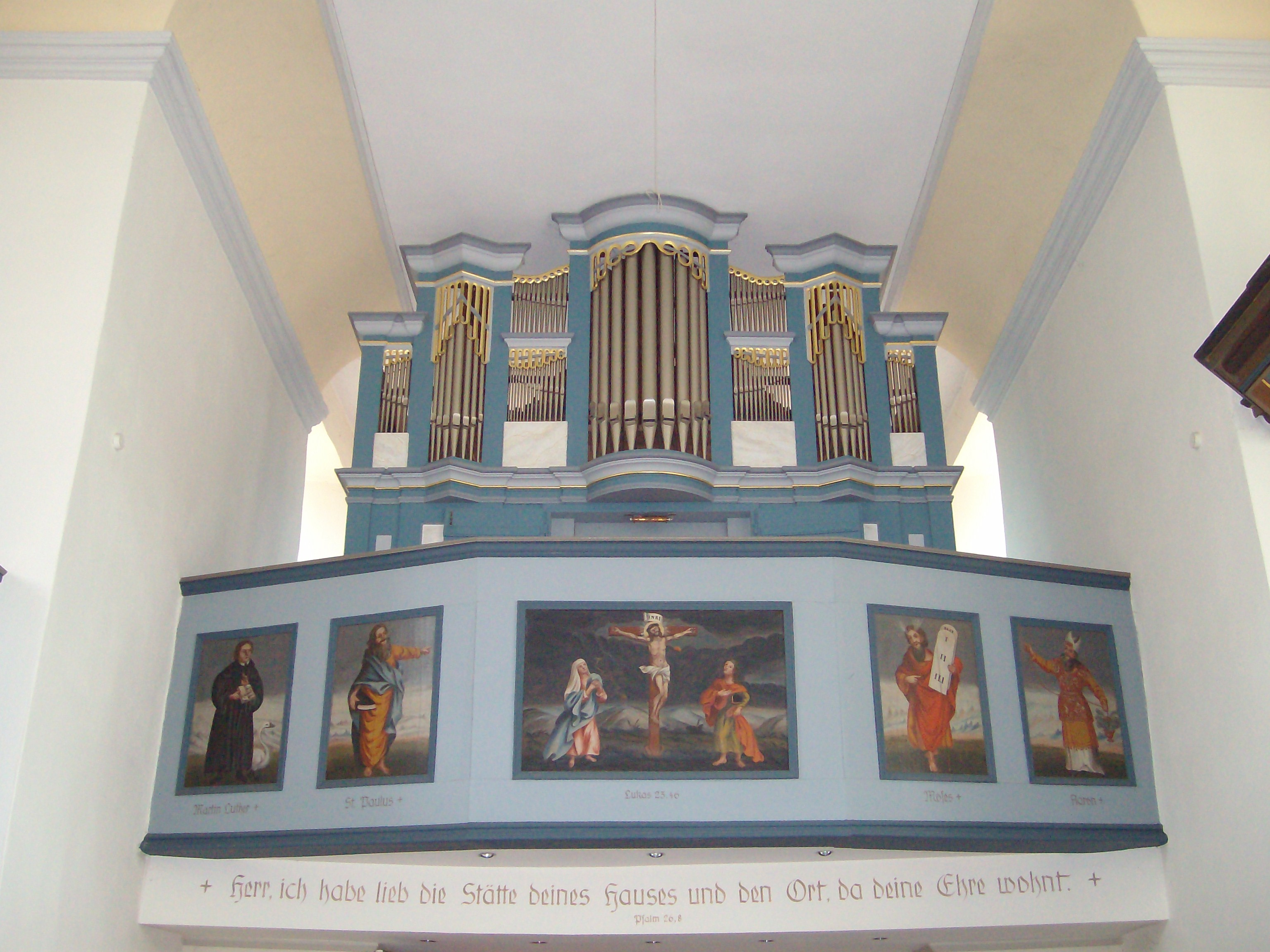
Orgel auf Ostempore

Johann Hartmann Bernhard reparierte die alte Orgel im Jahr 1821 und erklärte sie für abgängig. 1823 baute er ein neues Instrument mit einem siebenachsigen Prospekt, das sich zehn Jahre später als „sehr corrupt“ erwies. Reparaturen führten Johann Georg Bürgy, Conrad Jost (1846) und Johann Georg Förster (1859) durch. Die Licher Firma Förster & Nicolaus überholte das Werk 1952 und 1962/1963 in technischer und klanglicher Hinsicht. So wurden einige Register ersetzt, eine Pedalkoppel eingebaut und die Traktur umgehängt. Das Instrument verfügt über zwölf Register, die sich auf einem Manual und Pedal verteilen. Die Disposition lautet wie folgt:
| I Manual C–f3 |        |
| Holzflöte     | 8′     |
| Gedackt       | 8′     |
| Prinzipal     | 4′     |
| Gemshorn      | 4′     |
| Quinte        | 3′     |
| Oktave        | 2′     |
| Sifflet       | 1′     |
| Waldflöte     | 2′     |
| Terz          | 1 3⁄5′ |
| Mixtur IV     | 1 ⁄3′  |

| Pedal C–h0 |     |
| Subbaß     | 16′ |
| Violonbaß  | 8′  |

- Koppeln: I/P

## Geläut
Das erste bekannte Geläut der Kirche bestand aus drei Glocken: Die große von Andreas Otto in Gießen (1843) sowie die mittlere und die kleine von Georg Otto in Gießen (1866). Im Ersten Weltkrieg wurden die große und die mittlere eingezogen und 1921 von F. W. Rincker ersetzt. Im Zweiten Weltkrieg mussten die Rincker-Glocken wieder abgegeben werden. Im Januar 1952 kam über die Gießerei Rincker eine sogenannte Leihglocke aus Pommern in den Turm, die auf dem Hamburger Glockenfriedhof übrig geblieben war. Nur ein Jahr später hängte man die beiden Bronzeglocken zu Gunsten eines Dreiergeläuts des Bochumer Vereins (Stahlglocken) ab und vermittelte sie an andere Kirchengemeinden. Die drei Stahlglocken haben die Schlagtöne c2, es2 und f2 (Te-Deum-Motiv) und tragen als Inschrift verteilt das Gloria (Lk 2,14 ).